# Fibiger (cràter)
Fibiger és un cràter d'impacte pertanyent a la cara visible de la Lluna, situat a prop del Pol nord lunar. L'element principal més proper és el cràter Byrd. Al nord de Fibiger es troben els cràters Erlanger i Peary, que tenen un diàmetre de 9,9 km i 73 km respectivament.

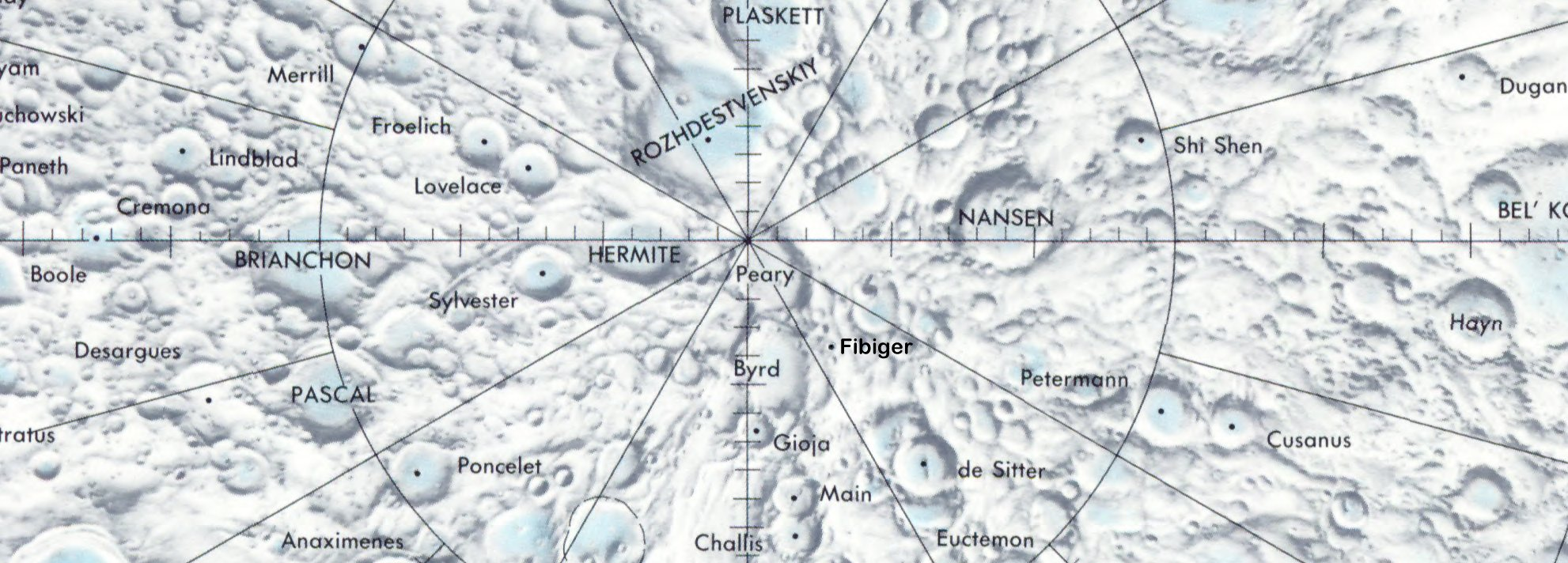
Localització de Fibiger (centre de la imatge)
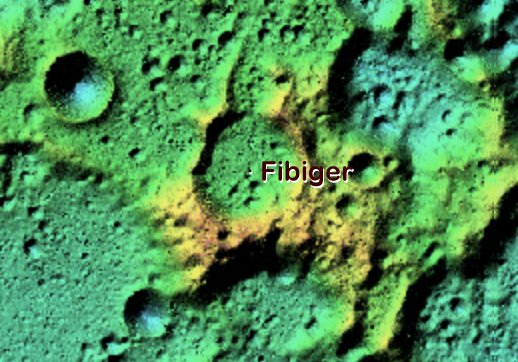
Rodalies de Fibiger (imatge LRO-LOLA; colors virtuals)

La seva forma és ovalada, amb l'eix major orientat en sentit est nord-est. La seva vora, especialment ample en alguns sectors, està considerablement desfigurat per l'efecte d'impactes propers, presentant nombroses esquerdes i zones discontínues.
El cràter va rebre el seu nom juntament amb altres 18 cràters el 22 de gener de 2009 per decisió de la UAI. Va ser nomenat en memòria del patòleg Johannes Fibiger.